# Godegårds församling
Godegårds församling är en församling i Linköpings stift inom Svenska kyrkan. Församlingen ingår i Borensbergs pastorat och ligger i Motala kommun i Östergötlands län.
Församlingskyrka är Godegårds kyrka.

## Administrativ historik
Församlingen har medeltida ursprung. 
Församlingen utgjorde till 1962 ett eget pastorat. Från 1962 till 2014 bildade församlingen pastorat med Västra Ny församling, före 1 oktober 1969 som moderförsamling, därefter som annexförsamling. Från 2014 ingår församlingen i Borensbergs pastorat.

## Namnet
Namnet (1295 Guthagarthom) kommer från kyrkbyn. Förleden innehåller ett mansnamn, Godhe eller Gudhi. Efterleden är gård, 'inhägnad plats'.[8] Gode var förr även titeln för en manlig präst inom asatro[9], och Godegård (Gutha-garthom) skulle således även betyda "prästens gård" eller mao. "prästgård", vilket skulle kunna stämma överens med närheten till Godegårds gamla kyrka och kyrkbyn. Kyrkor byggdes ursprungligen ofta på platser med tidigare hednisk religiös aktivitet.

## Kyrkoherdar
| Ämbetstid | Namn                             | Levnadstid | Övrigt                                  |
| --------- | -------------------------------- | ---------- | --------------------------------------- |
| 1340      | Sveno Johannis                   |            |                                         |
| 1509-1519 | Petrus Gunnari                   |            |                                         |
| 1521-1527 | Olavus Laurentii                 | -1527      |                                         |
| 1528-1535 | Jacobus Francisci                |            |                                         |
| 1535      | Laurentius Petri                 |            |                                         |
| 1562      | Olaus Benedicti                  |            |                                         |
| 1570-1606 | Ericus Amundi                    | -1606      |                                         |
| 1608-1623 | Laurentius Ranzochius            | -1623      |                                         |
| 1625-1654 | Ericus Andreae                   | -1654      |                                         |
| 1655-1658 | Nicolaus Olavi (Smolandus)       | -1658      |                                         |
| 1659-1698 | Benedictus Bonivillius           | -1698      |                                         |
| 1699-1731 | Magnus Bornelius                 | 1636-1731  |                                         |
| 1731-1738 | Petrus Ollonberg                 | 1684-1738  |                                         |
| 1739-1776 | Sven Yckenberg                   | 1701-1776  | Kyrkoherde och kontraktsprost.          |
| 1778-1796 | Erik Qvillén                     | 1745-1796  |                                         |
| 1797-1818 | Jonas Erik Wadsberg              | 1767-1819  | Senare kyrkoherde i Röks församling.    |
| 1818-1831 | Anders Kastman                   | 1777-1848  | Senare kyrkoherde i Tjällmo församling. |
| 1829-1846 | Nils Södervall                   | 1791-1846  |                                         |
| 1847-1879 | Jonas Peter Sundström            | 1806-1879  |                                         |
| 1881-1921 | Karl Sundström                   | 1849-1924  |                                         |
| 1921–1936 | Karl Gustaf Waernelius           | 1872–1936  | [ 7 ]                                   |
| 1938–1940 | Gösta Ossian Cekander Samuelsson | 1903–      | [ 8 ]                                   |

## Organister och klockare
| Ämbetstid | Namn                    | Levnadstid | Övrigt                |
| --------- | ----------------------- | ---------- | --------------------- |
|           | Måns Jönsson            | -1693      | Klockare              |
|           | Sven Larsson            |            | Klockare              |
| 1712-1743 | Johan Hallman           | 1690-1755  | Klockare              |
| 1743-1757 | Johan Hallman           | 1712-1772  | Klockare              |
| 1745-1749 | Peter Rothsten          |            | Organist              |
| 1750-1758 | Olof Westerberg         | 1719-      | Organist              |
| 1758-1785 | Pehr Vallander          | 1738-1807  | Klockare              |
| 1759-1803 | Jonas Lagergren         | 1731-1803  | Organist och klockare |
| 1804-1839 | Samuel Andreas Sundblad | 1783-1839  | Organist och klockare |
| 1839-1895 | Carl Gustaf Sundblad    | 1815-1905  | Organist och klockare |
| 1895-1926 | Emil Goding             | 1865-1947  | Organist och klockare |
| 1927-1964 | Bernt Palmgren          | 1900-1989  | Organist och klockare |